# Bombardier-Aerospace-Flug 388
Am 26. Juli 1993 stürzte ein Bombardier CRJ-100 während des vom Hersteller Bombardier Aerospace zu Testzwecken durchgeführten Bombardier-Aerospace-Flug 388 nahe Byers, Kansas, ab, wobei alle drei Insassen ums Leben kamen. Es war der erste Unfall eines CRJ100 mit Todesfolge sowie der erste mit Totalschaden am Flugzeug.

## Flugzeug
Das Flugzeug war ein zwei Jahre alter Canadair CL-600-2B19 Regional Jet CRJ100, der mit zwei Mantelstromtriebwerken des Typs General Electric CF34-3A1 ausgestattet war und den Erstflug am 10. Mai 1991 absolviert hatte. Dabei handelte es sich auch um den Erstflug eines CRJ100.

## Allgemeines
Der Bombardier-Aerospace-Flug 388 war Teil eines Testflugprogramms (Canadair-Berichtsnummer: RAG-601R-106), das zur Wiederholung aller Abschnitte der Zertifizierungsprüfung diente. Nach Ende des Testprogramms war vorgesehen, die Daten durch Canadair bei Transport Canada vorzulegen, um eine Musterzulassung zu erreichen. Der Testflug umfasste die Evaluation einer neuen Landeklappenstellung und einer verringerten Referenzgeschwindigkeit 1,13 VS (1,13-fache der Geschwindigkeit für den Strömungsabriss, englisch stall, deshalb VS).
Zielsetzung der Bombardier-Aerospace-Piloten war auf diesem Flug darüber hinaus, einen Steady Heading Sideslip, kurz SHSS, (Seitengleitflug) mit stabilem Kurs, um 8° ausgefahrenen Landeklappen, einer WS148-Verkleidung und 1,13 VS durchzuführen. Die Strömungsabrissschutzsysteme (Stick Shaker und Stick Pusher) waren bei eingefahrenen Landeklappen sowie anderen Landeklappenkonfigurationen (20°, 30°, 45°) so eingestellt, dass sie auslösen sollten, sobald es beim Flugzeug, das sich weder im Seitengleitflug befindet noch eine WS148-Verkleidung aufweist, zum Strömungsabriss kommt oder dieser bereits droht. Bei um 8° ausgefahrenen Landeklappen waren die Schutzsysteme so eingestellt, dass auch der zusätzliche Auftrieb durch die WS-148-Verkleidung miteinbezogen wurde, wodurch die Schutzsysteme erst bei einem höheren Anstellwinkel auslösen würden. Die Auswirkungen eines Seitengleitflugs auf die Sensoren, welche die Daten für Schutzsysteme übermitteln, wurden noch nicht bei der neuen Landeklappenkonfiguration überprüft. Die Aerodynamiker teilten den Piloten mit, dass die gesammelten Daten ausreichend wären, wenn es entweder zur Strömungsabrisswarnung kommt, um ein unerwünschtes Eingreifen des Stick Pushers zu verhindern, oder der Seitengleitflugwinkel einen Wert von 15° erreicht, wobei letzteres Kriterium für die Zertifizierung war.

## Verlauf
Das Flugzeug startete um 13:31 Uhr vom Wichita Mid-Continent Airport zu einem Testflug unter Sichtflugregeln, für den kein Flugplan bei der FAA aufgegeben wurde. Dieser Testflug wurde durchgeführt, um die Flugeigenschaften des Flugzeugs beim Start mit um 8° ausgefahrenen Landeklappen bewerten zu können und um die Einhaltung der US 14 CFR 25:177 Regeln zu demonstrieren. Nach dem Start und einem Trimmungstest las der Testingenieur die Testbedingungen für den SHSS vor: Eine kalkulierte 1,13 VS-Geschwindigkeit von 146 kn (270 km/h); 8° ausgefahrene Landeklappen; Fahrwerk eingefahren, was Flugkapitän und Erster Offizier bestätigten. Auf einer Höhe von 12.500 ft (3810 m), mit den Triebwerken im Leerlauf, bewegte der Flugkapitän das Seitenruder zunehmend nach rechts, während der erste Offizier die Beta-Werte ablas. Nachdem der erste Offizier einen Beta-Wert von 12 ablas, merkte der Flugkapitän an: „Buffet starts“ (das Flatterschwingen beginnt). Der Cheftestpilot erklärte später, dass dies beiläufige Vibrationen des Flugwerks durch den Seitengleitflug waren. Bei einem Beta-Wert von 17 setzte der Stick Shaker ein. Dann begann der erste Offizier neben den Beta-Werten auch die Alpha-Werte (Anstellwinkel) abzulesen. Bei einem Alpha-Wert von 11 und einem Beta-Wert von 19 merkte der Kapitän an: „a little bit of pitch instability“ (eine kleine Pitch-Instabilität) und daraufhin „on the stop“ (volles Seitenruder), während der erste Offizier einen Beta-Wert von 21 ablas. Dann berichtete der Flugkapitän von einer nachlassenden Querruderwirkung, es ertönte die akustische Strömungsabrisswarnung. Das Flugzeug rollte ab 13:51:25 Uhr nach rechts um die Längsachse, wobei es auf 11.500 ft (3.500 m) sank, in einen Deep Stall geriet und der Alpha-Wert eine Aufzeichnungsgrenze von 35 Einheiten überschritt. Der erste Offizier fragte den Flugkapitän daraufhin: „want me to release the chute“ (Soll ich den Fallschirm auslösen?), worauf der Flugkapitän nur undeutlich antwortete: „stop (at)“ (Stop auf). Der erste Offizier fragte daraufhin: „at eight“ (Auf Acht), worauf der Flugkapitän die Anweisung gab: „Chute out“ (Fallschirm raus) und fragte daraufhin, ob der Fallschirm raus sei, worauf der erste Offizier mit :„yeah“ (ja) antwortete. Daraufhin senkte sich um 13:51:56 Uhr auf einer Höhe von 6.800 ft (2070 m) und einer Geschwindigkeit von 190 kn (350 km/h) die Flugzeugnase und das Flugzeug neigte sich über 60° nach rechts und 60° nach unten, wobei die Piloten nicht die Kontrolle zurückerlangen konnten, und zerschellte schließlich um 13:52 Uhr in einem flachen Feld nahe Byers, Kansas, auf 1.970 ft (600 m) Höhe. Die Trümmer fingen Feuer und schlitterten 650–700 ft (200–215 m) weiter. Die drei Insassen erlitten dabei tödliche Verletzungen.

## Ermittlungen
Bei dem Unfall wurde der Flugdatenerfassungssystemrekorder (ADAS) zerstört, jedoch verblieb eine erhebliche Menge Magnetband an der zerbrochenen Aufnahmespule. Die ausgewerteten Daten zeigten, dass alle Systeme ordnungsgemäß funktionierten. Durch einen Riss im Band endeten die Aufzeichnungen auf einer Höhe von 5700 ft (1740 m); der Rest des Magnetbands wurde nicht gefunden. Der Flugdatenschreiber (FDR) des Modells F1000 zerbrach in drei Teile. Der Datenspeicher wurde aufgrund mangelnder Erkennungszeichen erst einen Tag später 715 ft (220 m) abseits des Aufschlagspunkts gefunden. Bei der Auswertung der Daten wurde festgestellt, dass mehr als 20 Parameter, darunter die Höhe und die Geschwindigkeit, nicht aufgezeichnet worden waren, die Daten des Flugdatenschreibers mit denen des Flugdatenerfassungssystemrekorders übereinstimmten und dass der Flugdatenschreiber weitere acht Sekunden aufgezeichnet hatte. Den Daten wurde entnommen, dass kurz vor dem Aufschlag die Triebwerke mit hoher Drehzahl gearbeitet hatten, sich die Längsneigung von mehr als 62° nach unten auf 38° nach unten verringert und auf das Flugzeug eine Beschleunigung von mehr als 4,5g gewirkt hatte. Der Stimmenrekorder des Modells A100A wurde leicht beschädigt aufgefunden.
Die Ermittlungen ergaben schließlich folgende Faktoren, die ursächlich für den Unfall waren:
- Der Flugkapitän hatte das Testflugmanöver gemäß Flugplan beim Einsetzen des Stick Shakers nicht abgebrochen.
- Die Piloten hatten das Flugzeug für das Auswerfen des Anti-Spin-Fallschirms nicht richtig konfiguriert. Sie vergaßen, die Schalter, die das Schließen der Klemmbacken bewirken sollten, zu bedienen, wodurch der Anti-Spin-Fallschirm nicht am Flugzeug hängen blieb.
- Der Anti-Spin-Fallschirm war unzureichend konstruiert.

Oben: Normalflug; Unten: „Deep Stall“ – Höhenleitwerk im Windschatten

## Ähnliche Fälle
- Auf dem British-Aircraft-Corporation-Flug 53 stürzte eine BAC 1-11 unter ähnlichen Umständen ab.
- Beim Flugunfall der Hawker Siddeley Trident G-ARPY stürzte eine Hawker Siddeley Trident unter ähnlichen Umständen ab.